# José Sergy
Pour les articles homonymes, voir Sergy.
José Sergy, né en 1899 en Belgique et mort à une date indéterminée après 1947, est un acteur et chanteur belge. 

## Biographie
Malgré une présence sur les scènes et les écrans français pendant près d'un quart de siècle du début des Années 1920 à la fin des années 1940, on ne connait pratiquement rien de José Sergy dont on ignore même le véritable nom.
On sait seulement qu'en 1939, José Sergy résidait au 19, boulevard Montmartre dans le 2e arrondissement de Paris. Le recensement de population de 1936 précise qu'il est célibataire, né en Belgique en 1899, de nationalité belge et artiste lyrique. Il vit alors avec une  amie, Yvonne Thuillard, une artiste lyrique originaire de Suisse.

## Théâtre et opérette
- 1925 : Le Prince consort, comédie fantaisiste en 3 actes de Léon Xanrof et Jules Chancel, au théâtre des Mathurins (15 octobre) : Sandor
- 1926 : La Famille Lavolette, comédie en 3 actes d'Eugène Brieux, au théâtre des Nouveautés (11 septembre) : Noël
- 1926 : Un bon garçon, opérette en 3 actes d'André Barde, musique de Maurice Yvain, au théâtre des Nouveautés (13 novembre) : Savinien
- 1927 : Le Comte Obligado, opérette en 3 actes d'André Barde, musique de Raoul Moretti, mise en scène de Régina Camier, au théâtre des Nouveautés (9 décembre) : Poligny[5]
- 1928 : L'Hostellerie de la vertu de Jean Guitton et Henri Verdun
- 1929 : Elle est à vous, opérette d'André Barde, musique de Maurice Yvain, au théâtre des Nouveautés (février)
- 1929 : Pas sur la bouche, opérette en 3 actes d'André Barde, musique de Maurice Yvain, au théâtre des Nouveautés (septembre)
- 1929 : Les Amours de Lady Hamilton, comédie en 3 actes et 10 tableaux de Fernand Nozière, au théâtre des Nouveautés (24 octobre)
- 1929 : Kadubec, opérette en 3 actes d'André Barde, musique de Maurice Yvain, au théâtre des Nouveautés (12 décembre) : Lucien Rabourdin[6]
- 1930 : Fidélité, pièce en 1 acte de Gabriel Timmory et Léo Diesens, musique de Louis Hillier, mise en scène de Jacques Baumer, au théâtre Comoedia (mars)
- 1930 : Langrevin père et fils, comédie en 4 actes et 5 tableaux de Tristan Bernard, au théâtre des Nouveautés (15 mai) : Jean
- 1930 : Pépé, opérette d'André Barde, musique de Maurice Yvain, mise en scène d'Harry Baur, au théâtre Daunou (octobre)
- 1930 : Femme de minuit d'André Barde et Raoul Moretti
- 1931 : Encore cinquante centimes !, opérette en 3 actes d'André Barde, musique de Maurice Yvain et Henri Christiné, au théâtre des Nouveautés (15 septembre) : le roi Théodore III de Roupionie
- 1932 : La Pouponnière, opérette d'Albert Willemetz, René Pujol, Charles-Louis Pothier, musique de Casimir Oberfeld et Henri Verdun, au théâtre des Bouffes-Parisiens (mars) : Jean Moreaux
- 1932 : Un soir de réveillon, opérette en 2 actes et 10 tableaux, livret d'Albert Willemetz, Jean Boyer, Paul Armont et Marcel Gerbidon, musique de Raoul Moretti, au théâtre des Bouffes-Parisiens (17 décembre) : Albert Landier
- 1934 : Enlevez-moi !, opérette en 3 actes de Raoul Praxy, musique de Gaston Gabaroche, au théâtre municipal de Versailles (7 octobre)
- 1935 : Fallait pas m'écraser !, vaudeville en 2 actes et 4 tableaux de Jean Guitton, au théâtre de la Renaissance (janvier)
- 1936 : Phi-Phi, opérette légère en 3 actes d'Albert Willemetz et Fabien Solar, musique d'Henri Christiné, au théâtre municipal de Fourmies (février) : le Pirée . [Tournées lyriques de Paris]
- 1936 : Flossie, opérette en 3 actes de Marcel Gerbidon, lyrics de Charles-Louis Pothier, musique de Joseph Szulc, mise en scène de Louis Blanche, au théâtre des Bouffes-Parisiens (avril)
- 1936 : Simone est comme ça, opérette en 3 actes d'Yves Mirande et Alex Madis, musique de Raoul Moretti, au Théâtre-Français de Rouen (décembre)
- 1941 : Passionnément, opérette en 3 actes de Maurice Hennequin et Albert Willemetz, musique d'André Messager, par la troupe du Théâtre National Populaire au Palais de Chaillot (23 février)[7]
- 1941 : Le Comte Obligado, opérette en 3 actes d'André Barde, musique de Raoul Moretti, reprise au théâtre des Variétés (mai)[8].

## Filmographie
- 1931 : Plein la vue de Georges Dolley et Edmond Carlus
- 1932 : L'Ours et le Pacha, court-métrage de Marco de Gastyne d'après le vaudeville d'Eugène Scribe : Lagringeolle
- 1932 : Les Ruines de Gaillefontaine, court-métrage de Marco de Gastyne
- 1933 : Un soir de réveillon de Karl Anton : Albert Landier
- 1934 : Un jour viendra de Gerhard Lamprecht et Serge Veber : André de Langillier[9]
- 1934 : L'Amour en six jours d'Émile-Georges De Meyst et Georges Moussiaux : Maurice
- 1935 : Un homme de trop à bord de Gerhard Lamprecht et Roger Le Bon[10]
- 1936 : Les Demi-vierges de Pierre Caron : Paul Le Tessier
- 1937 : Le Club des aristocrates de Pierre Colombier : Edmond
- 1938 : J'accuse d'Abel Gance : un soldat
- 1940 : Bécassine de Pierre Caron : Chancerelle.